# Associazione Calcio Fiorentina 1982-1983
Questa voce raccoglie le informazioni riguardanti l'Associazione Calcio Fiorentina nelle competizioni ufficiali della stagione 1982-1983.

## Stagione
Dopo l'ottimo campionato della stagione passata, a Firenze si tentò di gettare le basi per l'apertura di un ciclo vincente. Alla partenza di uno dei protagonisti della precedente stagione, Vierchowod, si sopperì con innesti di qualità, come l'argentino Passarella e Celeste Pin. Altri arrivi furono quelli di Patrizio Sala, Alessandro Bertoni, Giuseppe Bellini, Federico Rossi, del giovane Mario Bortolazzi e del rientrante Manzo, mentre vennero aggregati alla prima squadra i giovani Carobbi e Cecconi. Subito eliminata inaspettatamente da Coppa Italia e Coppa UEFA, la squadra viola deluse le attese anche in campionato. La stagione fu condizionata dalla lunga assenza di Daniel Bertoni, alle prese con un'epatite virale. Con un quinto posto finale la Fiorentina mancò anche la qualificazione alle coppe europee.

## Divise e sponsor

Il neocquisto Passarella al tiro, sotto gli occhi del capitano Antognoni, entrambi con la seconda divisa bianca

. Lo sponsor ufficiale e fornitore di materiale tecnico per la stagione 1982-1983 fu J.D. Farrow's.
| Casa | Trasferta |

## Organigramma societario
Area direttiva
- Presidente: Ranieri Pontello
- Direttore generale: Tito Corsi
- Segretario: Raffaele Righetti

Area tecnica
- Allenatore: Giancarlo De Sisti
- Allenatore in seconda: Claudio Tobia
- Allenatore Primavera: Vincenzo Guerini

Area sanitaria
- Medico sociale: Franco Latella
- Massaggiatore: Ennio Raveggi

## Rosa
| N. |                      | Ruolo | Calciatore           |
| -- | -------------------- | ----- | -------------------- |
|    | Italia (bandiera)    | P     | Giovanni Galli       |
|    | Italia (bandiera)    | P     | Marco Landucci       |
|    | Italia (bandiera)    | P     | Mario Paradisi       |
|    | Italia (bandiera)    | D     | Stefano Carobbi      |
|    | Italia (bandiera)    | D     | Renzo Contratto      |
|    | Italia (bandiera)    | D     | Antonello Cuccureddu |
|    | Italia (bandiera)    | D     | Armando Ferroni (II) |
|    | Argentina (bandiera) | D     | Daniel Passarella    |
|    | Italia (bandiera)    | D     | Celeste Pin          |
|    | Italia (bandiera)    | D     | Federico Rossi       |
|    | Italia (bandiera)    | C     | Giancarlo Antognoni  |
|    | Argentina (bandiera) | C     | Daniel Bertoni       |

| N. |                   | Ruolo | Calciatore         |
| -- | ----------------- | ----- | ------------------ |
|    | Italia (bandiera) | C     | Mario Bortolazzi   |
|    | Italia (bandiera) | C     | Andrea Manzo       |
|    | Italia (bandiera) | C     | Luciano Miani      |
|    | Italia (bandiera) | C     | Eraldo Pecci       |
|    | Italia (bandiera) | C     | Patrizio Sala      |
|    | Italia (bandiera) | C     | Alessio Torracchi  |
|    | Italia (bandiera) | A     | Giuseppe Bellini   |
|    | Italia (bandiera) | A     | Alessandro Bertoni |
|    | Italia (bandiera) | A     | Luca Cecconi       |
|    | Italia (bandiera) | A     | Francesco Graziani |
|    | Italia (bandiera) | A     | Daniele Massaro    |
|    | Italia (bandiera) | A     | Paolo Monelli      |

## Calciomercato
| Acquisti | Acquisti           | Acquisti    | Acquisti               |
| R.       | Nome               | da          | Modalità               |
| -------- | ------------------ | ----------- | ---------------------- |
| P        | Marco Landucci     | Viareggio   | definitivo             |
| D        | Celeste Pin        | Perugia     | definitivo             |
| D        | Federico Rossi     | Avellino    | definitivo             |
| D        | Daniel Passarella  | River Plate | definitivo (1,6 mld £) |
| C        | Giuseppe Bellini   | Cagliari    | definitivo             |
| C        | Andrea Manzo       | Sampdoria   | fine prestito          |
| C        | Patrizio Sala      | Torino      | definitivo             |
| C        | Mario Bortolazzi   | Mantova     | definitivo             |
| A        | Sauro Fattori      | Verona      | fine prestito          |
| A        | Alessandro Bertoni | Pisa        | definitivo             |

| Cessioni | Cessioni             | Cessioni  | Cessioni                 |
| R.       | Nome                 | a         | Modalità                 |
| -------- | -------------------- | --------- | ------------------------ |
| D        | Marco Baroni         | Monza     | prestito                 |
| D        | Luca Moz             | Varese    | prestito                 |
| D        | Pietro Vierchowod    | Sampdoria | fine prestito            |
| C        | Francesco Casagrande | Sampdoria | comproprietà (380 mln £) |
| C        | Luigi Sacchetti      | Verona    | definitivo               |
| C        | Roberto Galbiati     | Torino    | comproprietà             |
| A        | Luca Bartolini       | Pistoiese | definitivo               |
| A        | Paolo Monelli        | Ascoli    | prestito (100 mln £)     |

## Risultati

### Serie A

#### Girone di andata
| Arbitro: | Altobelli (Roma) |

|                                                          |           |  |
| Graziani 9’ Bertoni 11’ Antognoni 20’ (rig.) Bertoni 80’ | Marcatori |  |

| Arbitro: | D'Elia (Salerno) |

|  |           |                                    |
|  | Marcatori | 8’ Antognoni 42’ Pecci 73’ Bertoni |

| Arbitro: | Mattei (Macerata) |

|                      |           |                 |
| Antognoni 26’ (rig.) | Marcatori | 63’, 73’ Pulici |

| Milano 3 ottobre 1982 4ª giornata | Inter                        | 0 – 0 | Fiorentina | Stadio Giuseppe Meazza\| Arbitro: \| Agnolin (Bassano del Grappa) \| |
| Arbitro:                          | Agnolin (Bassano del Grappa) |       |            |                                                                      |

| Arbitro: | Menegali (Roma) |

|  |           |          |
|  | Marcatori | 54’ Brio |

| Arbitro: | Longhi (Roma) |

|                          |           |  |
| Cascione 18’ Vignola 57’ | Marcatori |  |

| Arbitro: | Benedetti (Roma) |

|                                       |           |                               |
| Schachner 77’ Garlini 80’ Buriani 80’ | Marcatori | 13’, 64’ Graziani 69’ Bertoni |

| Arbitro: | Magni (Bergamo) |

|                                                |           |           |
| Passarella 3’ Massaro 17’ Antognoni 71’ (rig.) | Marcatori | 54’ Uribe |

| Firenze 7 novembre 1982 9ª giornata | Fiorentina       | 0 – 0 | Torino | Stadio Comunale\| Arbitro: \| D'Elia (Salerno) \| |
| Arbitro:                            | D'Elia (Salerno) |       |        |                                                   |

| Arbitro: | Agnolin (Bassano del Grappa) |

|                          |           |                      |
| Pruzzo 4’ Conti 45’, 85’ | Marcatori | 30’ (rig.) Antognoni |

| Arbitro: | Lo Bello (Siracusa) |

|         |           |             |
| Pin 81’ | Marcatori | 20’ Volpati |

| Arbitro: | Casarin (Milano) |

|               |           |  |
| Novellino 90’ | Marcatori |  |

| Arbitro: | Barbaresco (Cormons) |

|             |           |  |
| Massaro 56’ | Marcatori |  |

| Genova 2 gennaio 1983 14ª giornata | Sampdoria        | 0 – 0 | Fiorentina | Stadio Luigi Ferraris\| Arbitro: \| D'Elia (Salerno) \| |
| Arbitro:                           | D'Elia (Salerno) |       |            |                                                         |

| Arbitro: | Ballerini (La Spezia) |

|                                     |           |              |
| Passarella 44’ Antognoni 47’ (rig.) | Marcatori | 54’ Ugolotti |

#### Girone di ritorno
| Arbitro: | Benedetti (Roma) |

|  |           |             |
|  | Marcatori | 24’ Massaro |

| Arbitro: | Agnolin (Bassano del Grappa) |

|                                   |           |               |
| Antonelli 64’ (aut.) Graziani 83’ | Marcatori | 45’ Antonelli |

| Udine 30 gennaio 1983 18ª giornata | Udinese          | 0 – 0 | Fiorentina | Stadio Friuli\| Arbitro: \| Altobelli (Roma) \| |
| Arbitro:                           | Altobelli (Roma) |       |            |                                                 |

| Firenze 6 febbraio 1983 19ª giornata | Fiorentina     | 0 – 0 | Inter | Stadio Comunale\| Arbitro: \| Pieri (Genova) \| |
| Arbitro:                             | Pieri (Genova) |       |       |                                                 |

| Arbitro: | D'Elia (Salerno) |

|                                          |           |  |
| Bettega 19’ Ferroni 39’ (aut.) Rossi 74’ | Marcatori |  |

| Arbitro: | Lo Bello (Siracusa) |

|                                       |           |  |
| Bellini 26’ Antognoni 83’ Bertoni 89’ | Marcatori |  |

| Arbitro: | Pairetto (Torino) |

|                                                         |           |  |
| Recchi 19’ (aut.) Antognoni 41’, 78’ (rig.) Massaro 52’ | Marcatori |  |

| Cagliari 13 marzo 1983 23ª giornata | Cagliari         | 0 – 0 | Fiorentina | Stadio Sant'Elia\| Arbitro: \| Lanese (Messina) \| |
| Arbitro:                            | Lanese (Messina) |       |            |                                                    |

| Arbitro: | Mattei (Macerata) |

|                         |           |  |
| Beruatto 13’ Borghi 45’ | Marcatori |  |

| Arbitro: | Agnolin (Bassano del Grappa) |

|                                 |           |                                |
| Massaro 9’ Ancelotti 79’ (aut.) | Marcatori | 18’ Pruzzo 62’ (rig.) Prohaska |

| Arbitro: | Benedetti (Roma) |

|  |           |             |
|  | Marcatori | 13’ Bertoni |

| Arbitro: | Longhi (Roma) |

|                |           |  |
| Passarella 70’ | Marcatori |  |

| Arbitro: | Ballerini (La Spezia) |

|                    |           |  |
| Ferroni 63’ (aut.) | Marcatori |  |

| Arbitro: | Lombardo (Marsala) |

|                                           |           |                   |
| Miani 19’ Ferroni 22’ (aut.) Graziani 78’ | Marcatori | 8’ (aut.) Ferroni |

| Pisa 15 maggio 1983 30ª giornata | Pisa             | 0 – 0 | Fiorentina | Stadio Arena Garibaldi\| Arbitro: \| Altobelli (Roma) \| |
| Arbitro:                         | Altobelli (Roma) |       |            |                                                          |

### Coppa Italia

#### Primo turno
| Arbitro: | Lo Bello (Siracusa) |

|  |           |                                                                 |
|  | Marcatori | 26’ Rossi 35’ (aut.) Magnini 39’ Graziani 84’ Manzo 90’ Bertoni |

| Arbitro: | Benedetti (Roma) |

|               |           |  |
| D'Ottavio 73’ | Marcatori |  |

| Firenze 29 agosto 1982 3ª giornata | Fiorentina        | 0 – 0 | Cavese | Stadio Comunale\| Arbitro: \| Angelelli (Terni) \| |
| Arbitro:                           | Angelelli (Terni) |       |        |                                                    |

| Arbitro: | Casarin (Milano) |

|             |           |  |
| Bertoni 47’ | Marcatori |  |

| Arbitro: | Menegali (Roma) |

|                               |           |                      |
| Sella 11’ De Ponti 73’ (rig.) | Marcatori | 43’ Graziani 51’ Pin |

### Coppa UEFA
| Arbitro: | Ponnet |

|                                    |           |             |
| Ungureanu 55’ Cârțu 72’ Balaci 87’ | Marcatori | 37’ Bertoni |

| Arbitro: | Daina |

|                      |           |  |
| Antognoni 11’ (rig.) | Marcatori |  |

## Statistiche

### Statistiche di squadra
| Competizione | Punti | In casa | In casa | In casa | In casa | In casa | In casa | In trasferta | In trasferta | In trasferta | In trasferta | In trasferta | In trasferta | Totale | Totale | Totale | Totale | Totale | Totale | DR  |
| Competizione | Punti | G       | V       | N       | P       | Gf      | Gs      | G            | V            | N            | P            | Gf           | Gs           | G      | V      | N      | P      | Gf     | Gs     | DR  |
| ------------ | ----- | ------- | ------- | ------- | ------- | ------- | ------- | ------------ | ------------ | ------------ | ------------ | ------------ | ------------ | ------ | ------ | ------ | ------ | ------ | ------ | --- |
| Serie A      | 34    | 15      | 9       | 4       | 2       | 27      | 10      | 15           | 3            | 6            | 6            | 9            | 15           | 30     | 12     | 10     | 8      | 36     | 25     | +11 |
| Coppa Italia | -     | 2       | 1       | 1       | 0       | 1       | 0       | 3            | 1            | 1            | 1            | 7            | 3            | 5      | 2      | 2      | 1      | 8      | 3      | +5  |
| Coppa UEFA   | -     | 1       | 1       | 0       | 0       | 1       | 0       | 1            | 0            | 0            | 1            | 1            | 3            | 2      | 1      | 0      | 1      | 2      | 3      | -1  |
| Totale       | -     | 18      | 11      | 5       | 2       | 29      | 10      | 19           | 4            | 7            | 8            | 17           | 21           | 37     | 15     | 12     | 10     | 46     | 31     | +15 |

### Statistiche dei giocatori[6]
| Giocatore       | Serie A  | Serie A | Coppa Italia | Coppa Italia | Coppa UEFA | Coppa UEFA | Totale   | Totale |
| Giocatore       | Presenze | Reti    | Presenze     | Reti         | Presenze   | Reti       | Presenze | Reti   |
| --------------- | -------- | ------- | ------------ | ------------ | ---------- | ---------- | -------- | ------ |
| G. Antognoni    | 27       | 9       | 5            | 0            | 2          | 1          | 34       | 10     |
| G. Bellini      | 17       | 1       | -            | -            | -          | -          | 17       | 1      |
| A. Bertoni      | 24       | 2       | 5            | 1            | 2          | 0          | 31       | 3      |
| D. Bertoni      | 16       | 4       | 5            | 1            | 2          | 1          | 23       | 6      |
| M. Bortolazzi   | 2        | 0       | -            | -            | -          | -          | 2        | 0      |
| S. Carobbi      | 3        | 0       | -            | -            | -          | -          | 3        | 0      |
| L. Cecconi      | 2        | 0       | -            | -            | -          | -          | 2        | 0      |
| R. Contratto    | 29       | 0       | 5            | 0            | 2          | 0          | 36       | 0      |
| A. Cuccureddu   | 23       | 0       | -            | -            | -          | -          | 23       | 0      |
| A. Ferroni (II) | 17       | 0       | 1            | 0            | 2          | 0          | 20       | 0      |
| G. Galli        | 30       | -25     | 5            | -3           | 2          | -3         | 37       | -31    |
| F. Graziani     | 23       | 5       | 5            | 2            | 2          | 0          | 30       | 7      |
| A. Manzo        | 19       | 0       | 4            | 1            | -          | -          | 23       | 1      |
| D. Massaro      | 30       | 5       | 3            | 0            | 2          | 0          | 35       | 5      |
| L. Miani        | 5        | 1       | 4            | 0            | 1          | 0          | 10       | 1      |
| D. Passarella   | 27       | 3       | 5            | 0            | 2          | 0          | 34       | 3      |
| E. Pecci        | 26       | 1       | 5            | 0            | 2          | 0          | 33       | 1      |
| C. Pin          | 26       | 1       | 5            | 1            | 2          | 0          | 33       | 2      |
| F. Rossi        | 10       | 0       | 5            | 1            | 2          | 0          | 17       | 1      |
| P. Sala         | 21       | 0       | 2            | 0            | -          | -          | 23       | 0      |
| A. Torracchi    | 2        | 0       | -            | -            | -          | -          | 2        | 0      |

## Giovanili

La squadra Primavera della Fiorentina, campione d'Italia e terza classificata al Viareggio.

### Piazzamenti
- Primavera:
  - Campionato: vincitore
  - Coppa Italia: ?
  - Torneo di Viareggio: 3º
  - Torneo Città di Arco: ?